# Río Forrahue
Río Forrahue är ett vattendrag i Chile.   Det ligger i regionen Región de Los Lagos, i den södra delen av landet, 800 km söder om huvudstaden Santiago de Chile.
I omgivningarna runt Río Forrahue växer huvudsakligen savannskog. Runt Río Forrahue är det mycket glesbefolkat, med 5 invånare per kvadratkilometer.